# Троен скок
Троен скок е лекоатлическа дисциплина отнасяща се към хоризонталните скокове.

## Правила
Подобен е на скока на дължина, но тук има три фази – отскок, стъпка и скок. След засилване по пътеката за разбег, състезателят се оттласква от стартовата дъска и след като изпълни трите фази на скока се приземява в трапа. Краят на стартовата дъска е маркиран с ивица пластелин, чието застъпване се счита за фаул и скокът се обявява за невалиден.
При състезание всеки състезател има право на три опита, след които най-добрите осем скачачи имат право на още три опита, за да определят шампиона.

## История
Тройният скок присъства на Олимпийските игри като официална дисциплина още от първата от съвременните Олимпиади (Атина 1896). Първият олимпийски шампион в историята става американецът Джеймс Конъли.
Женският троен скок влиза в програмата на Олимпийските игри чак през 1996.

## Световни рекорди
- Световен рекорд за мъже – , Джонатан Едуардс – 18.29 м
- Световен рекорд за жени – , Юлимар Рохас – 15.67 м

## Национални рекорди
- Мъже (на открито) – Христо Марков (17,92 м)
- Мъже (в зала) – Христо Марков (17,45 м)
- Жени (на открито) – Тереза Маринова (15,20 м)
- Жени (в зала) – Ива Пранджева (14,94 м)